# جنة الوزير
بلدية جنة الوزير أو (نقحرة: خينالغواثيل) (بالإسبانية: Genalguacil) هي بلدية تقع في مقاطعة مالقة التابعة لمنطقة أندلسية جنوب إسبانيا.

## الديموغرافيا
بلغ عدد سكان بلدية جنة الوزير 544 نسمة عام 2011 (وفقاً للمعهد الوطني الإسباني للإحصاء).
| 624 | 571 | 538 | 519 | 537 | 501 | 544 |